# Ястребовский сельсовет (Красноярский край)
Ястребо́вский сельсове́т — административно-территориальная единица и муниципальное образование (сельское поселение) в Ачинском районе Красноярского края. Административный центр поселения — село Ястребово.

## География
Ястребовский сельсовет находится юго-восточнее районного центра. Удалённость административного центра сельсовета — села Ястребово от районного центра — города Ачинск составляет 25 км.

## История
Ястребовский сельсовет наделён статусом сельского поселения в 2005 году.

## Население
| 2010  | 2012  | 2013  | 2014  | 2015  | 2016  | 2017  |
| ----- | ----- | ----- | ----- | ----- | ----- | ----- |
| 1442  | ↗1467 | ↗1499 | ↗1500 | ↗1508 | ↘1480 | ↘1464 |
| 2018  | 2019  | 2020  | 2021  |       |       |       |
| ↘1452 | ↘1400 | ↘1364 | ↘1339 |       |       |       |

## Состав сельского поселения
В состав сельского поселения входят 7 населённых пунктов:
| № | Населённый пункт | Тип населённого пункта       | Население |
| - | ---------------- | ---------------------------- | --------- |
| 1 | Барабановка      | деревня                      | ↘68       |
| 2 | Берёзовый        | посёлок                      | ↘377      |
| 3 | Ладановка        | деревня                      | ↗20       |
| 4 | Малая Покровка   | деревня                      | ↗80       |
| 5 | Новая Ильинка    | деревня                      | ↗54       |
| 6 | Плотбище         | деревня                      | ↘4        |
| 7 | Ястребово        | село, административный центр | ↗839      |